# 33667 Uttripathii
33667 Uttripathii este o planetă minoră (asteroid) din centura de asteroizi. A fost descoperită pe 12 mai 1999 la Experimental Test Site⁠(d) de Lincoln Near-Earth Asteroid Research. 
Obiectul prezintă o orbită caracterizată de o semiaxă mare de 3,034467 UAi, o excentricitate de 0,12, o înclinație de 8,48132 ° în raport cu ecliptica.